# Zela
Zela is een geslacht van vlinders uit de familie van de dikkopjes (Hesperiidae). De wetenschappelijke naam is voor het eerst geldig gepubliceerd in 1895 door Lionel de Nicéville.  Hij plaatste als eerste soort in het geslacht Zela zeus, een nieuwe soort die was aangetroffen in Borneo en Noordoost-Sumatra.

## Soorten
- Zela adorabilis (Fruhstorfer, 1911)
- Zela cowani Evans, 1939
- Zela elioti Evans, 1939
- Zela excellens (Staudinger, 1889)
- Zela onara (Butler, 1870)
- Zela smaragdinus (H.H. Druce, 1912)
- Zela zenon (de Nicéville, 1895)
- Zela zero Evans, 1932
- Zela zeta Devyatkin, 2007
- Zela zeus de Nicéville, 1895